# Roteb

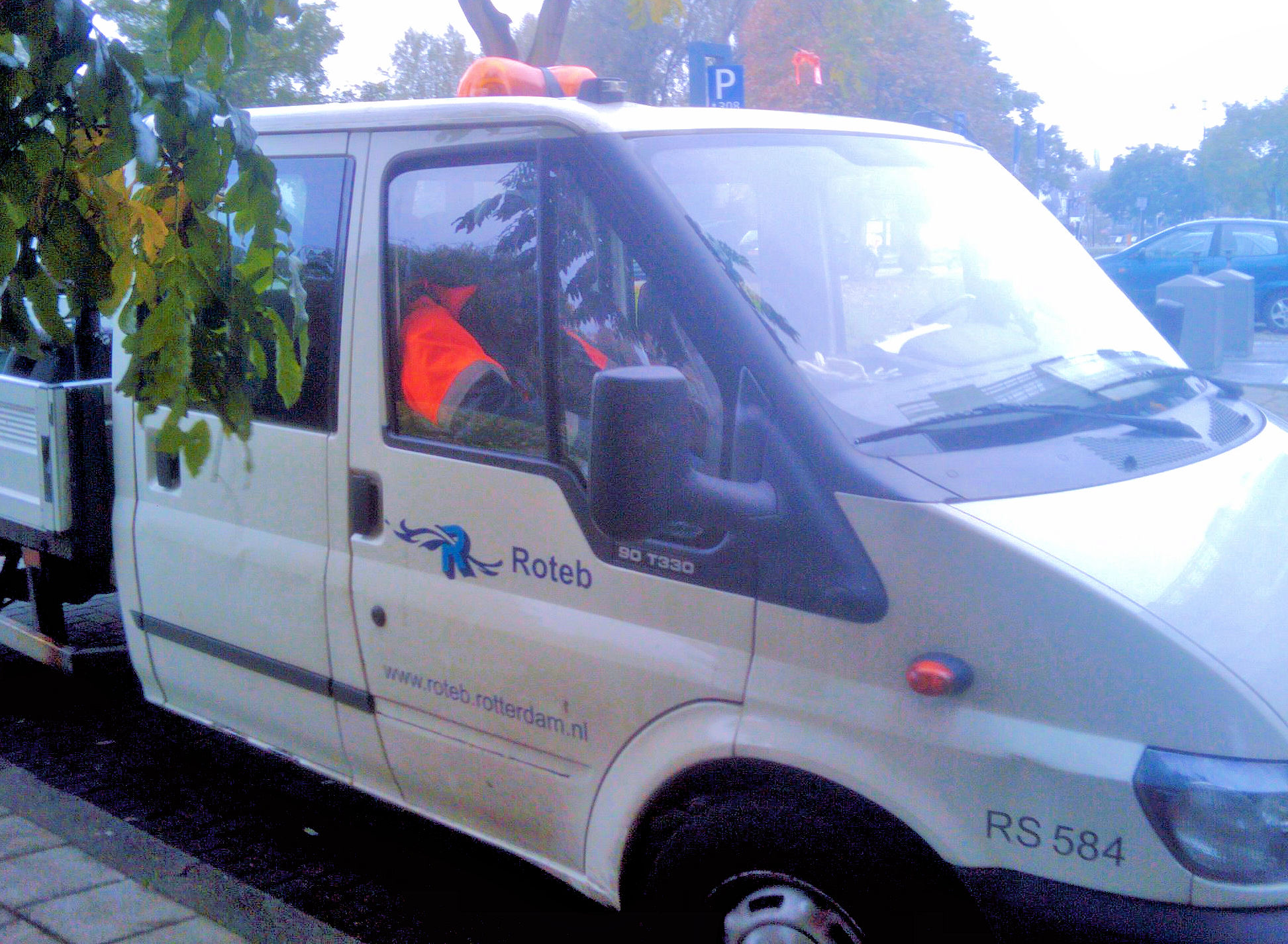
Pick-uptruck van Roteb in 2010

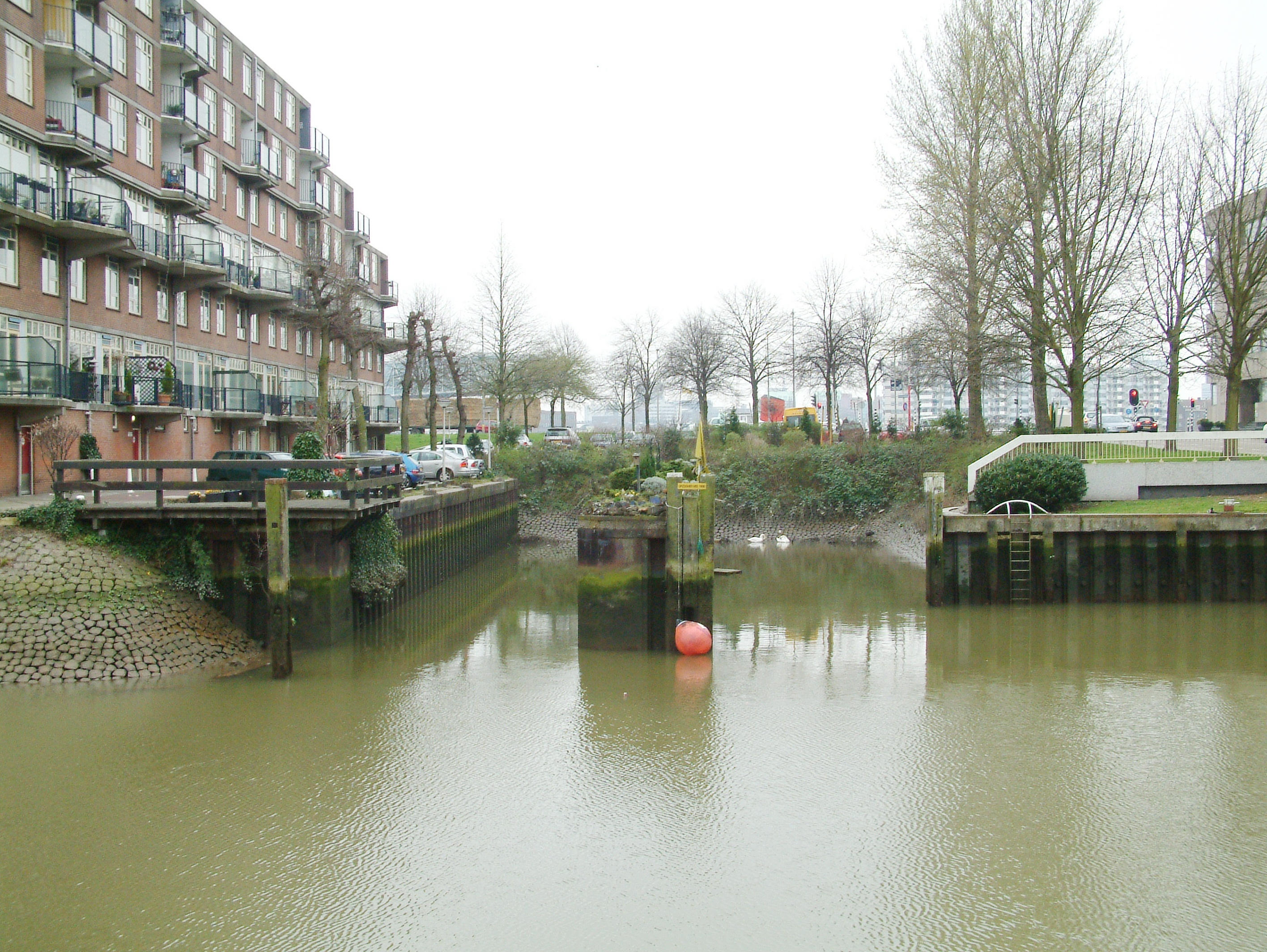
De insteekhavens in het Buizengat, waar vroeger het vuil werd gestort in vuilnisboten die naar de vuilverbranding voeren

Roteb was een dienstverlenend bedrijf van de gemeente Rotterdam. Het bedrijf werd in de 19e eeuw opgericht als Rotterdamsche reinigingsdienst. De naam Roteb ontstond in 1955 als afkorting van Reiniging, Ontsmetting, Transport en Brandweer (later: Bedrijfswerkplaatsen).

## Geschiedenis
Het bedrijf werd in 1876 opgericht als gemeentelijke dienst onder de naam Rotterdamsche reinigingsdienst. De eerste verbrandingsoven voor afval werd in 1912 gebouwd aan de Brielselaan in Rotterdam-Zuid. (De installatie, op Zuid bekend als de vuilverbranding, werd in 1996 gemoderniseerd en in 2010 buiten gebruik gesteld.) Ter gelegenheid van het 50-jarig bestaan van de Gemeentelijke Reinigings- en Ontsmettingsdienst in 1926 werd een boekje uitgebracht, geschreven door de toenmalige directeur dr. ir. M.F. de Bruijne.
Door het toevoegen van de gemeentelijke brandweer, eerder onderdeel van de Gemeentelijke Vervoer- en Motordienst, werd in 1955 de Roteb gevormd. Per 1 januari 1972 kwam de brandweer daarvan los te staan, en kreeg de toenmalige commandant van de Roteb de functie van directeur. De B van Roteb kreeg de betekenis van bedrijfswerkplaatsen.
Roteb had sinds begin jaren 90 kringloopwinkels onder de naam Piekfijn, deze zijn later afgestoten naar de particuliere sector.
Vanaf 2004 kende de Roteb naast Roteb Reiniging een WSW-bedrijf: Robedrijf. Dat liet ook werkzaamheden uitvoeren door mensen die door psychische, lichamelijke of verstandelijke beperkingen alleen kunnen werken onder aangepaste omstandigheden. Daarvoor kende dit onderdeel van de Roteb tientallen soorten werk, waaronder value-added handling (in,- om,- en verpakken), eenvoudige assemblage, scannen, postverwerking, transport, groen,- en grijsvoorziening, schoonmaak en catering, zowel voor een van de Robedrijf-locaties als op de locatie van een opdrachtgever 'buiten de deur'. 
In de laatste jaren van het bedrijf bestond alleen nog Roteb Lease, dat bijzondere voertuigen leasete, repareerde, onderhield en beheerde in de regio Rotterdam en daarbuiten. Niet alleen specialistische voertuigen zoals bijvoorbeeld reinigingsvoertuigen, hoogwerkers, brandweervoertuigen en ambulances, maar ook bestel- en personenwagens. Deze rol is overgenomen door de dienst Vervoer & Materieel van de gemeente.
De bedrijfsonderdelen Afvalverbrandingsinrichting, Vaartuigendienst, Containerservice en de KCA-afdeling zijn in 1998 overgegaan naar het Afval Verwerkingsbedrijf Rijnmond (AVR) in Rozenburg.
Er werkten ongeveer 5.000 mensen bij de Roteb en daarnaast waren er veel mensen via Work First en met loonkostensubsidie bij het bedrijf werkzaam.